# محمد زيدان
محمد عبد الله محمد زيدان (1981-) هو لاعب كرة قدم مصري سابق، ولد في بورسعيد وبدأ مشواره الكروي مع النادي المصري البورسعيدي في موسم 1998-1999م ولعب لعدة أندية ألمانية مثل فيردر بريمن وماينز 05 وهامبورغ وبوروسيا دورتموند. وعلى الصعيد الدولي، حاز زيدان على لقب كأس الأمم الأفريقية مرتين مع منتخب مصر في 2008 و2010.

## مسيرته الكروية
لعب محمد زيدان خلال مسيرته الاحترافية مع 8 أندية في سبعة عشر موسماً وسجل خلالها 92 هدفاً ضمن 265 مباراة. حيث فاز في موسماً واحداً بالكأس وفي موسمين بالدوري.
خاض محمد زيدان مسيرته مع نادي أوبه في موسم 2000–01 واستمر معه طيلة ثلاثة مواسم، مشاركاً في 51 مباراة سجل خلالها 12 هدفاً. ثم انتقل إلى نادي ميتييلاند في موسم 2003–04 ولمدة موسمين، حيث شارك في 47 مباراة سجل خلالها 30 هدف.
لينتقل بعدها إلى نادي فيردر بريمن في موسم 2004–05 ولمدة موسمين، مشاركاً في 15 مباراة سجل خلالها 3 أهداف. ثم انتقل إلى نادي ماينتس 05 في موسم 2005–06 في المرة الأولى ولمدة موسمين ثم في موسم 2011–12 لمدة موسم واحد، مشاركاً طوالها في 53 مباراة سجل خلالها 29 هدفاً.
وانتقل لاحقاً إلى نادي هامبورغ في موسم 2007–08 لمدة موسم واحد، مشاركاً في 21 مباراة سجل خلالها هدفين. ثم انتقل بعدها إلى نادي بوروسيا دورتموند في موسم 2008–09 ليلعب معه أربعة مواسم، مشاركاً في 66 مباراة سجل خلالها 13 هدفًا. ليعود وينتقل من جديد، لكن هذه المرة إلى نادي بني ياس في موسم 2012–13 لمدة موسم واحد، مشاركاً في 9 مباريات سجل خلالها 3 أهداف. لينتقل بعدها إلى نادي الإنتاج الحربي في موسم 2015–16 لمدة موسم واحد، مشاركاً في 3 مباريات ولم يسجل أي هدف.

## المباريات الدولية
على الصعيد الدولي، لم يشترك زيدان مع المنتخب المصري في أي بطولة قارية رسمية حتى 2008، حيث غاب عن كأس الأمم الأفريقية 2006 لظروف الإصابة، كما كانت لطريقة لعبه الاستعراضية في المباريات الودية التي شارك فيها مع المنتخب، الأثر الأكبر في تفضيل حسن شحاتة المدير الفني للمنتخب المصري الأول، للاعبين آخرين يؤثرون اللعب الجماعي على المصلحة الشخصية.
إلا أن زيدان أثبت جدارته في أول مشاركاته الرسمية مع المنتخب المصري في غانا 2008، حيث ساهم في الفوز المصري على الكاميرون بنتيجة 4 - 2 بتسجيله هدفين من أربعة، وزاد ظهوره في البطولة الأفريقية 2008 صنعه لهدف الفوز في نهاني البطولة بتمريرته لمحمد أبوتريكة، وشارك في كأس العالم للقارات وتصفيات كأس العالم، وكان آخرها إحرازه هدفين في مرمى منتخب البرازيل في 15 يونيو 2009 في المباراة التي انتهت بفوز البرازيل 4-3،
كما شارك في كأس الأمم الأفريقية بأنغولا 2010، وفي مباراة مصر والجزائر سجل محمد زيدان الهدف الثاني في مرمى الجزائر، وعلى صعيد المباريات الودية قابل المنتخب المصري نظيره الإنجليزي في ملعب ويمبلي، سجل زيدان الهدف الوحيد في مرمى المنتخب الإنجليزي والتي انتهت بنتيجة 3 - 1.

## حياته الشخصية
كان مرتبطاً بفتاة دنماركية أسمها (شتينا) ثم خطب الممثلة المصرية مي عز الدين ولكنهما انفصلا

## الأهداف الدولية
| رقم الهدف | التاريخ        | الملعب                       | المنافس                | توقيت الهدف | نتيجة المباراة | البطولة                                    |
| --------- | -------------- | ---------------------------- | ---------------------- | ----------- | -------------- | ------------------------------------------ |
| 1.        | 2 سبتمبر 2006  | ستاد القاهرة الدولي، القاهرة | بوروندي                | 1–0         | 4–1            | تصفيات كأس الأمم الأفريقية لكرة القدم 2008 |
| 2.        | 14 نوفمبر 2006 | ستاد القاهرة الدولي، القاهرة | لبنان                  | 2–0         | 7–0            | مباراة ودية                                |
| 3.        | 14 نوفمبر 2006 | ستاد القاهرة الدولي، القاهرة | لبنان                  | 6–0         | 7–0            | مباراة ودية                                |
| 4.        | 25 مارس 2007   | ستاد القاهرة الدولي، القاهرة | موريتانيا              | 1–0         | 3–0            | تصفيات كأس الأمم الأفريقية لكرة القدم 2008 |
| 5.        | 22 يناير 2008  | ملعب بابا يارا، كوماسي       | الكاميرون              | 2–0         | 4–2            | كأس الأمم الأفريقية لكرة القدم 2008        |
| 6.        | 22 يناير 2008  | ملعب بابا يارا، كوماسي       | الكاميرون              | 3–0         | 4–2            | كأس الأمم الأفريقية لكرة القدم 2008        |
| 7.        | 15 يونيو 2009  | ملعب فري ستيت، بلومفونتين    | البرازيل               | 1–1         | 3–4            | كأس القارات 2009                           |
| 8.        | 15 يونيو 2009  | ملعب فري ستيت، بلومفونتين    | البرازيل               | 3–3         | 3–4            | كأس القارات 2009                           |
| 9.        | 28 يناير 2010  | ملعب أومباكا الوطني، بنغيلا  | الجزائر                | 2–0         | 4–0            | كأس الأمم الأفريقية لكرة القدم 2010        |
| 10.       | 3 مارس 2010    | ملعب ويمبلي، لندن            | إنجلترا                | 1–0         | 1–3            | مباراة ودية                                |
| 11.       | 17 نوفمبر 2010 | ستاد القاهرة الدولي، القاهرة | أستراليا               | 3–0         | 3–0            | مباراة ودية                                |
| 12.       | 1 يونيو 2012   | ملعب برج العرب، الإسكندرية   | موزمبيق                | 2–0         | 2–0            | تصفيات أفريقيا لكأس العالم لكرة القدم 2014 |
| 13.       | 15 يونيو 2012  | ملعب برج العرب، الإسكندرية   | جمهورية إفريقيا الوسطى | 1–0         | 2–3            | تصفيات كأس الأمم الأفريقية لكرة القدم 2013 |

## الإنجازات

### منتخب مصر
- كأس الأمم الإفريقية: 2008، 2010

### بوروسيا دورتموند
- الدوري الألماني: 2010–11، 2011–12

### فيردر بريمين
- كأس الدوري الألماني: 2006

## الجوائز الشخصية
- هداف دوري السوبر الدنماركي: 2003–04 (بالمشاركة)
- لاعب السنة في نادي ميدتييلاند: 2003–2004، 2004–2005
- أختير في الـ11 لاعب لفريق كأس الأمم الإفريقية: 2010

## وصلات خارجية
- محمد زيدان على موقع الاتحاد الأوربي (الإنجليزية)
- محمد زيدان على موقع قاعدة بيانات كرة القدم.إي يو (الإنجليزية)
- محمد زيدان على موقع بيانات كرة القدم. دي إي (الألمانية)
- محمد زيدان على موقع ناشيونال فوتبول تيمز (الإنجليزية)
- محمد زيدان على موقع Soccerway.com (الإنجليزية)
- محمد زيدان على موقع عالم كرة القدم.نت (الإنجليزية)

- موقع محمد زيدان الرسمي